# Aspilota nemorivaga
Aspilota nemorivaga är en stekelart som beskrevs av Sergey A. Belokobylskij. Aspilota nemorivaga ingår i släktet Aspilota och familjen bracksteklar. Inga underarter finns listade.